# Ummidia celsa
Ummidia celsa is een spinnensoort in de taxonomische indeling van de valdeurspinnen (Ctenizidae).
Het dier behoort tot het geslacht Ummidia. De wetenschappelijke naam van de soort werd voor het eerst geldig gepubliceerd in 1940 door Willis J. Gertsch & Mulaik.